# Cantone di Sully-sur-Loire
Il Cantone di Sully-sur-Loire è una divisione amministrativa dell'arrondissement di Orléans.
A seguito della riforma approvata con decreto del 25 febbraio 2014, che ha avuto attuazione dopo le elezioni dipartimentali del 2015, è passato da 10 a 24 comuni.

## Composizione
I 10 comuni facenti parte prima della riforma del 2014 erano:
- Cerdon
- Guilly
- Isdes
- Lion-en-Sullias
- Saint-Aignan-le-Jaillard
- Saint-Florent
- Saint-Père-sur-Loire
- Sully-sur-Loire
- Viglain
- Villemurlin

Dal 2015 i comuni appartenenti al cantone sono i seguenti 24:
- Bonnée
- Les Bordes
- Bray-en-Val
- Cerdon
- Coullons
- Dampierre-en-Burly
- Germigny-des-Prés
- Guilly
- Isdes
- Lion-en-Sullias
- Neuvy-en-Sullias
- Ouzouer-sur-Loire
- Poilly-lez-Gien
- Saint-Aignan-des-Gués
- Saint-Aignan-le-Jaillard
- Saint-Benoît-sur-Loire
- Saint-Brisson-sur-Loire
- Saint-Florent
- Saint-Gondon
- Saint-Martin-sur-Ocre
- Saint-Père-sur-Loire
- Sully-sur-Loire
- Viglain
- Villemurlin